# The Brotherhood of Eternal Love
The Brotherhood of Eternal Love (La Fraternité de l'Amour Éternel ou La Confrérie de l'Amour Éternel) était une organisation informelle d'amateurs de drogues psychédéliques et de dealers qui opéraient à la fin des années 1960. Le groupe a été fondé à Laguna Beach en Californie, en 1966,.
Les investigateurs fédéraux ont estimé que l'organisation était composée d'approximativement 750 membres et qu'elle a généré 200 millions de dollars,.

## La genèse
En 1966, John Griggs, leader d'une bande de motards voyous, vola une importante quantité de LSD à un producteur de films à Hollywood.
Après le braquage, John Griggs et sa bande expérimentèrent alors le LSD, à des doses massives…
Ils ont trouvé leur vie transformée par cette expérience et, pendant l'été 1966, Griggs décida d'aller à la rencontre de Timothy Leary à Millbrook. Timothy Leary, le professeur de psychologie d'Harvard excommunié, tomba sous le charme de Griggs, malgré le fait que Griggs n'ait pas son éducation. Leary en pleine mouvance spirituelle proposa à Griggs de fonder sa propre église.
En octobre 1966, dix jours après l'interdiction du LSD en Californie, Glen Lynd, le seul de la bande sans casier judiciaire, déposa un dossier pour monter une association à but non lucratif : The Brother of Eternal Love,.
Sur le papier le but de l'association était de :

« Apporter au monde une plus grande conscience de Dieu à travers les enseignements de Jésus-Christ, Rama-Krishnam Babaji, Paramahansa Yogananda, le Mahatma Gandhi, de tous les vrais prophètes et apôtres de Dieu, »

En temps voulu, la bande, transformée spirituellement, migra vers le Sud pour des bungalows modestes dans la ville peu connue de Laguna Beach.

## Laguna Beach
À cette époque, Laguna Beach a été un point d'arrêt commun pour les voyageurs en provenance du sud Haight-Ashbury et à destination du Mexique.
Le groupe gravitait autour de la librairie Mystic Arts sur la Pacific Coast Highway.
La Fraternité eut également un petit restaurant végétarien sur la Pacific Coast Highway, à deux rues au nord de Mystic Arts, nommé "Aimez les animaux, ne les mangez pas". Ce restaurant fonctionnait grâce à des bénévoles, et la plupart des aliments étaient donnés. Les éléments du menu n'avait pas de prix et les clients laissaient un don pour les denrées alimentaires commandées.
Les membres avaient tendance à porter des vêtements de coton simples, et parfois des robes. La plupart étaient des végétariens, et leurs quotidien était consacré à la prière et aux bonnes actions. Beaucoup d'entre eux ont continué à pratiquer leur propre version du Christianisme, tout en ouvrant la recherche sur l'Hindouisme, le Bouddhisme Vajrayāna, les religions indigènes et orientales.
L'organisation pourrait s'être inspirée, mais sans y être impliquée, de la League for Spiritual Discovery de Timothy Leary pour la découverte spirituelle ou de l' International Foundation for Internal Freedom. Beaucoup de ses membres était intéressés par la paix et à mettre fin à la guerre du Viêt Nam.

## Activités illégales

### Distribution du cannabis
Pendant plusieurs années, leurs activités psychédéliques ont été garanties par la vente de marijuana de haute qualité. Comme les affaires augmentaient, ils ont décidé de voir s'ils pouvaient mettre en place un réseau de distribution à l'échelle nationale. Lynd, avec une Cadillac toute neuve décida d'écouler de la marijuana mexicaine à New-York, ce qui marqua le début d'un trafic à l'échelle nationale.
Après que les ventes eurent prospéré, la Fraternité a commencé à envoyer des enquêteurs autour du monde pour se pencher sur les opportunités d'achat. Les variétés de haschich rouge libanais et noir afghan ont été privilégiées en raison de leur force, leurs parfums, et leur popularité auprès des acheteurs américains. D'autres variétés de haschich ont également été achetées et importées en volume important..
L'organisation a notamment reçu de grosses cargaisons de haschich en provenance du Pakistan et l'Afghanistan, aidé par le Gallois Howard Marks, désormais une figure importante dans la légalisation du cannabis.

### Distribution du LSD
À un certain point, les flux de trésorerie ont été plus que suffisants pour créer leur propre laboratoire de fabrication de LSD. Le chimiste aîné, brillant et excentrique, était Owsley Stanley, surnommé The Bear (l'Ours). Nick Sand serait un autre chimiste notable de l'organisation
Avec les fonds provenant de leur trafic de haschich, l'organisation a produit et distribué de grandes quantités du légendaire LSD Orange Sunshine. L'organisation était alors basée sur un ranch dans Garner Valley, près de Idyllwild.

## Convictions politiques
Les membres de la Fraternité ont estimé que la guerre du Viêt Nam n'est pas seulement illégale, mais que le président Richard Nixon utilisait les lois anti-drogues pour emprisonner ses opposants politiques.

## Les Frères et Timothy Leary
Les membres de la Fraternité ont payé le Weather Underground pour faire sortir Timothy Leary de prison.
Timothy Leary a dit ceci au sujet de la Fraternité:

« Le concept de la Fraternité de l'Amour Éternel est comme un croque-mitaine inventé par la brigade anti-drogue. La Fraternité était composée d'environ huit gamins surfeurs du sud de la Californie, Laguna Beach, qui ont pris du LSD, et qui ont pratiqué la religion d'amour de la nature. Mais ils n'étaient pas du tout de gros bonnets. Aucun d'eux n'a jamais rien conduit de mieux qu'un van Volkswagen. Ils étaient tout simplement dans une sorte de tressaillement spirituel. »

## Le déclin
Un des plus gros coups durs l'organisation fut la mort de Griggs en 1969. Les circonstances de sa mort restent incertaines et controversées :
- La première version controversée[5],[6], est que Griggs serait mort d'une overdose de psilocybine synthétique en provenance de Suisse[1].
- Une seconde version, cliniquement plus probable, est que Griggs serait mort d'une overdose de PCP[2].

Au début des années 1970, ce qui avait commencé comme une confrérie de jeunes idéalistes pacifistes avait été infiltrée et corrompue par des étrangers cyniques, dont certains étaient armés. La Fraternité de l'Amour avait disparu ; le nom de l'organisation informelle était revendiqué à tort par des escrocs qui devinrent rapidement célèbres et largement détestés.
En 1972, un article de Rolling Stone a surnommé l'organisation « Hippie Mafia ».

## Quelques anciens membres présumés
- John Griggs[1]
- Glen Lynd[1]
- Walter Schneider[8]
- Ronald Hadley Stark[9]
- Michael Randa
- Bobby Andrist
- Daniel Baransky
- Billy Hitchcock
- Victor Forsythe[10]